# Municipio Sir Arthur Mc Gregor
El Municipio General Sir Arthur Mc Gregor es uno de los 21 municipios que forman parte del Estado Anzoátegui, Venezuela. Está ubicado al centro-oeste de dicho Estado, tiene una superficie de 1115 km² y una población de 12 605 habitantes (2023). El Municipio Sir Arthur Mc Gregor está dividido en dos parroquias, El Chaparro y Tomás Alfaro Calatrava. Su capital es el poblado de El Chaparro. 

## Parroquias
1. El Chaparro
2. Tomás Alfaro Calatrava

## Política y gobierno

### Alcaldes
| Período                            | Alcalde          | Partido político / Alianza | % de votos | Notas |
| ---------------------------------- | ---------------- | -------------------------- | ---------- | --- |
| 1995 - 2000                        | Odocar Ramos     | AD                         | -          | Primer alcalde bajo elecciones directas (se realizaron elecciones generales adelantadas en el 2000 por la aprobación de la Constitución de 1999) |
| 2000 - 2004                        | Odocar Ramos     | AD                         | 51,02      | Reelecto |
| 2004 - 2008                        | María de Salazar | MVR                        | 51,43      | Segundo alcalde bajo elecciones directas |
| 2008 - 2013                        | María de Salazar | PSUV                       | 65,93      | Reelecto (se postergan 1 año las elecciones municipales pautadas para finales del 2012)                                                          |
| 2013 - 2017                        | Emilio Ruiz      | PSUV                       | 39,73      | Tercer alcalde bajo elecciones directas |
| 2017 - 2021                        | Lisandro Marcano | PSUV                       | 65,13      | Cuarto alcalde bajo elecciones directas |
| 2021 - 2025                        | Lisandro Marcano | PSUV                       | 53,79      | Reelecto |
| Fuente: Consejo Nacional Electoral |                  |                            |            | |

### Concejo municipal
Período 2021 - 2025
| Concejales:       | Partido político / Alianza |
| ----------------- | -------------------------- |
| Elio García       | PSUV                       |
| Yudith Pérez      | PSUV                       |
| Hermer Pinto      | PSUV                       |
| Rosangela Arévalo | PSUV                       |
| Zunilde Torres    | BR                         |